# Société sportive d'aviron Castro-Urdiales
Maillots

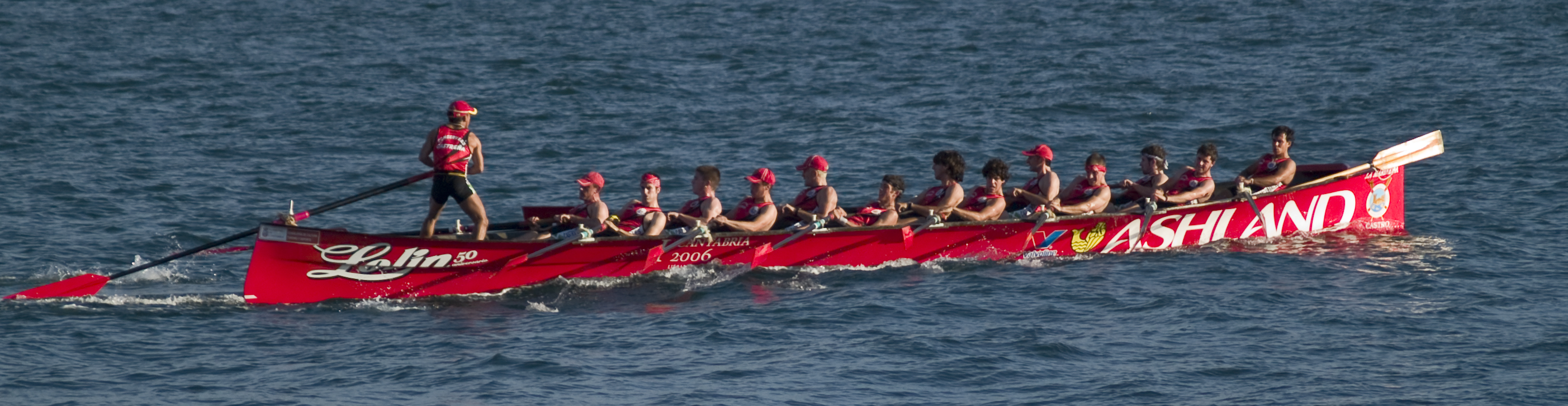
Traînière de Castro-Urdiales.

La Société Sportive d'Aviron Castro Urdiales (Sociedad Deportiva de Remo Castro Urdiales) est un club sportif de Castro-Urdiales, en Cantabrie (Espagne), qui a obtenu d'importants succès tout au long de son histoire. Bien qu'encore non constituée comme société d'aviron, son premier triomphe est la confrontation d'autres traînières de Cantabrie et de Biscaye dans des régates tenue à Santander le 23 juin 1861, en présence de la reine Isabelle II qui était en visite dans la ville. Depuis lors il a participé aux régates dans toutes les catégories et disciplines de banc fixe, dans des batels, trainerillas et traînières.

## Histoire
En 1847, lorsqu'arrive à Castro-Urdiales le premier chalutier, barré par un certain Anduiza et contrairement ce qui pourrait être supposé au début, il n'a pas directement à voir avec l'activité de la pêche, sinon avec la surveillance et l'arrestation de contrebandiers le long de la côte de la ville.
À partir de 1930 la traînière de Castro obtiendra des temps méritoires et on l'appellera l'invincible, barrée par Dionisio Iriberri Pelucu.
La Société Sportive d'Aviron a été formée par un groupe d'amis, son premier président étant Juan Carlos Verde. Le 30 novembre 1966, la SDR Castro a participé à une régate non officielle avec le batel Castreñuco, barré par Shilling Lazcano.
En 1974 on construit une nouvelle traînière baptisée La Marinera et la direction de la SDR Castro apporte un homme mythique de l'aviron, Ignacio Sarasua  le vieux. Cette année il gagne le championnat provincial, la coupe du généralissime (Coupe d'Espagne) et obtient d'autres bons résultats.
Jusqu'en 1997 La Marinera a continué à participer dans tous les domaines de régates de Cantabrie, obtenant des résultats variés, mais en prenant part aux plus importants.
En 1998, le président est Vicente Korta. La SDR Castro décide de parier fort[Quoi ?] et d'imposer José Luis Korta comme technicien, en considérant qu'il est l'homme adéquat pour mettre La Marinera dans la place qu'elle a toujours occupée parmi les meilleurs. Le résultat de cette décision est que La Marinera, après 25 années, est avec la ville et la ville avec La Marinera.
Le projet de José Luis Korta va culminant pas à pas. L'appui des amateurs font qu'ils gagnent jusqu'au point que dans la saison de 2001 La Marinera termine une campagne grâce aux victoires dans les trois grandes compétitions au sein desquelles elle participe, le Championnat d'Espagne, la Ligue Basque et le Drapeau de La Concha, avec un important nombre de drapeaux qui la situe comme la traînière la plus régulière de la saison.
Dans la saison 2007, le brillant cycle de José Luis Korta se termine, avec les castreños (gentilé espagnol de Castro) et commence avec le nouveau Juan Mari Extabe qui forme un tandem avec son compatriote Joseba Fernández, pendant les saisons 2008 et 2009, comme responsables du club rojillo.
Les drapeaux obtenus pendant ces campagnes sont nombreux, et couronnent dans la saison 2009 en gagnant la Ligue San Miguel de traînières et la Couronne Caja Madrid, en battant le record de drapeaux que détenait la traînière d'Astillero. Ils établissent le nouveau record avec 13 victoires sur 17 régates disputées. Dans la saison 2010 le nouveau technicien responsable est Joseba Fernández de la S.D.R de Castro-Urdiales.
Il s'agit du club d'aviron le plus ancien du Golfe de Gascogne (1879), fondé après une forte galerne qui s'est produit le 20 avril 1878, tristement connue comme la Galerne du Samedi de Gloire et que José María de Pereda reprendra dans son roman Sotileza. Dans cet événement 322 pêcheurs sont morts noyés dans la mer Cantabrique (132 cantabres et 190 basques). Pour venir en aide aux familles on a organisé une régate contre des traînières biscaïennes, lesquelles ont été victorieuses. Pour éviter de futures défaites on a créé la Société d'Aviron.
Depuis 1974 la traînière de la SDR Castro Urdiales porte le nom « La Marinera ». Fin 2009 c'est la traînière que a gagné le plus de drapeaux l'histoire de l'ACT.

## Palmarès

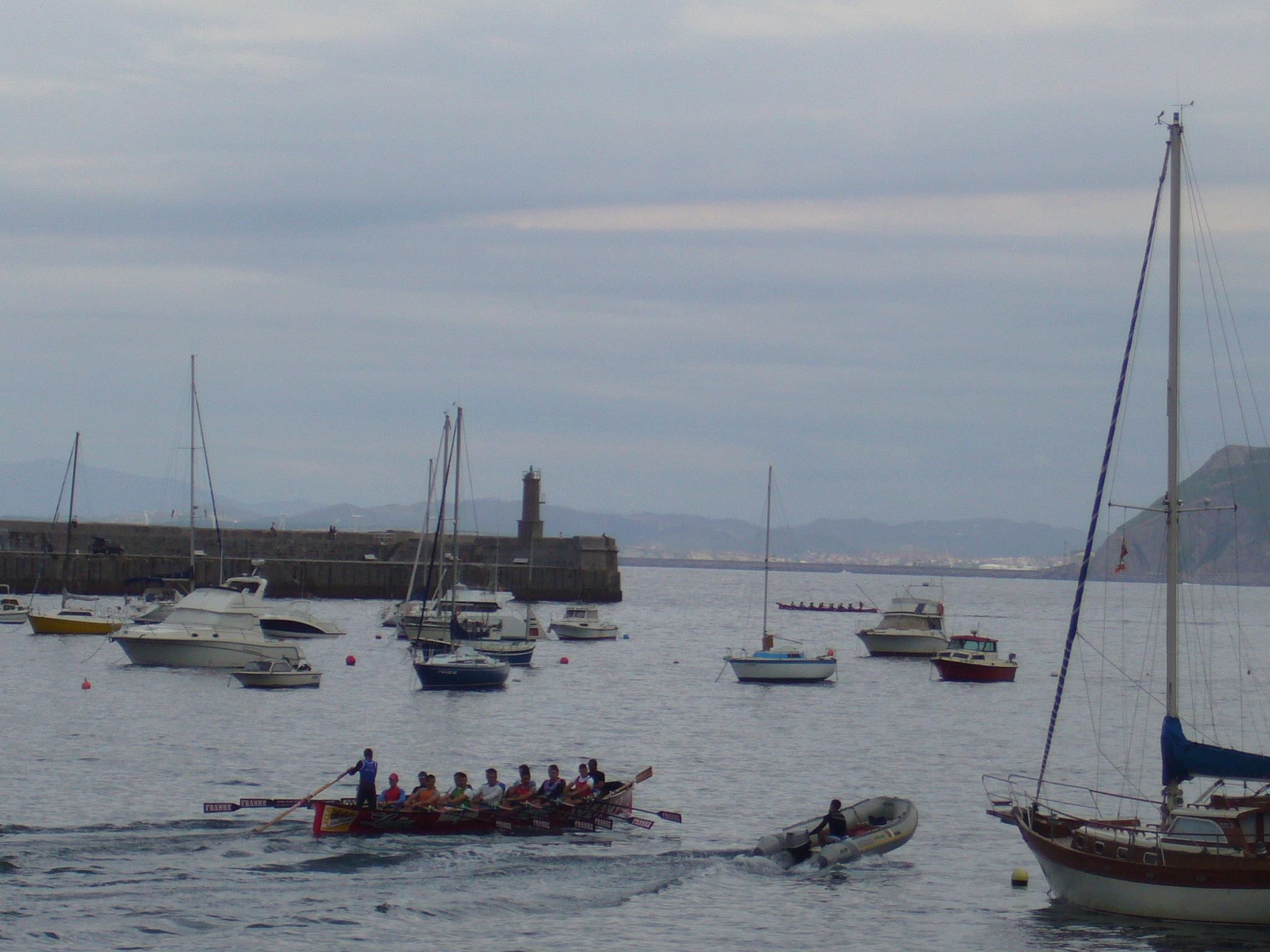
La Marinera s'entrainant dans le port.

### Titres Nationaux
- 1 Ligue San Miguel, (Ligue ACT, Association de Clubs de Traînières): 2009
- 1 Championnat d'Espagne de traînières: 2001.
- 2 Championnat d'Espagne de trainerillas
- 3 Championnat d'Espagne de batels
- 2 Ligues de Traînières de la Fédération Basque: 2001 et 2002.
- 1 Coupe de S. E. El Generalísimo[3]: 1974.
- 1 Coupe du Roi: 1984[4].

### Titres Régionaux
- 11 Championnat de Cantabrie de trainières: 1974, 1975, 1977, 1980, 1981, 1982, 1984, 1990, 2001, 2002 et 2010.
- 1 Championnat de Cantabrie d'aviron-Ergomètre

### Drapeaux

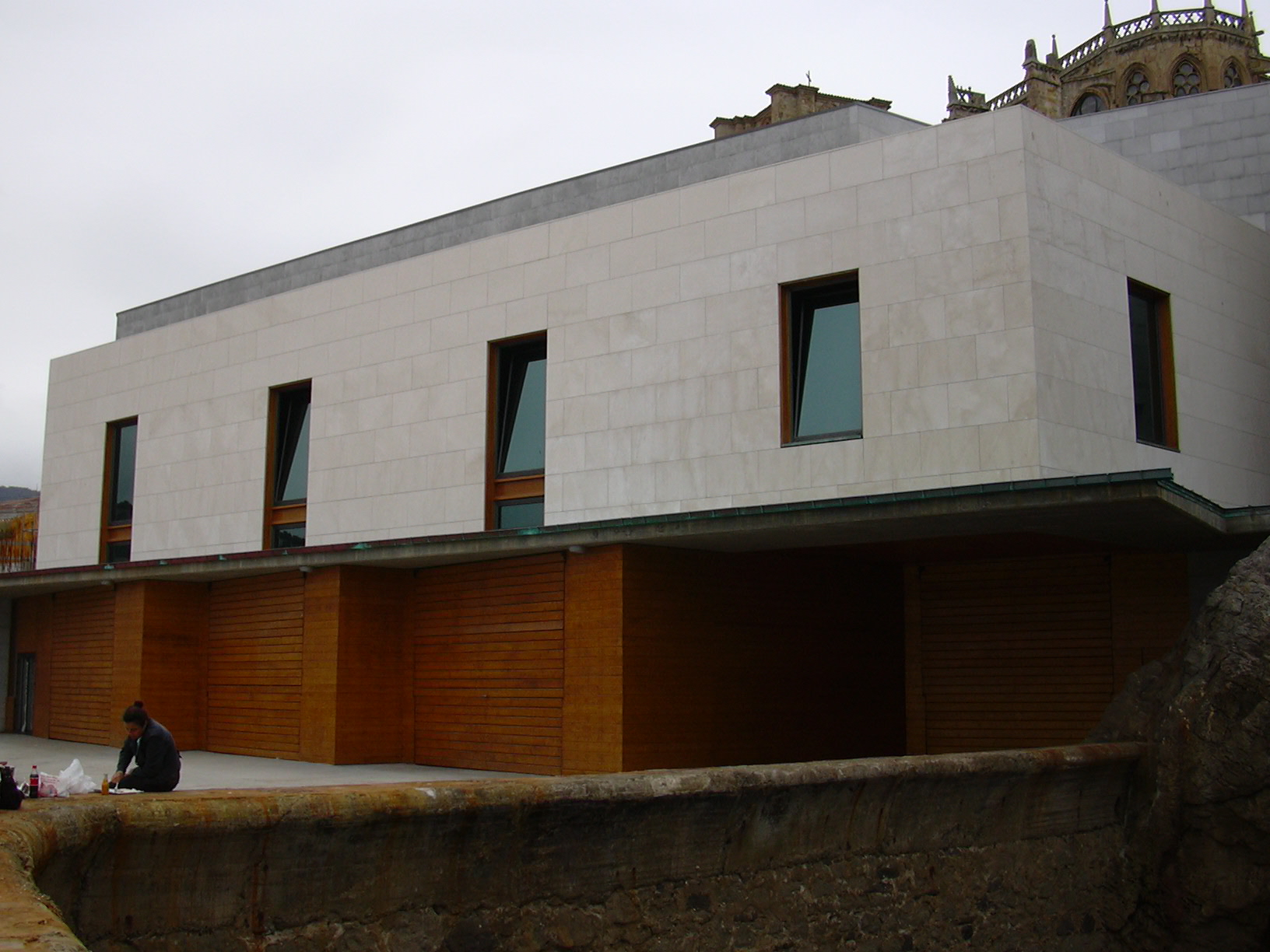
Installations sportives Société sportive d'aviron Castro-Urdiales.

- 2 Trophée Portus Amanus[5]: 1975[6] et 1976.
- 9 Drapeau de Sotileza: 1977, 1980, 1981, 1984, 1986, 1987, 1990, 1998 et 1999.
- 3 Drapeau de Santander: 1981, 1984.
- 2 Drapeau de Santoña: 1981
- 1 Drapeau de Moaña: 1984.
- 4 Drapeau de Basander: 1987, 1990, 2002 et 2009.
- 5 Drapeau Ciudad de Castro Urdiales: 1996, 1998, 2000, 2002 et 2006.
- 5 Drapeau Caja Cantabria: 1998, 1999, 2001, 2002 et 2006.
- 2 Drapeau de Camargo: 1998 et 1999.
- 2 Drapeau de Hondarribia: 1999 et 2001.
- 1 Drapeau de Sestao: 2000.
- 1 Drapeau de Santurtzi: 2001.
- 4 Drapeau de La Concha: 2001, 2002, 2006 et 2008.
- 1 Drapeau La Rioja: 2002.
- 1 Drapeau de Pasajes: 2003.
- 1 Drapeau de Orio: 2005.
- 3 Drapeau de Zarautz: 2005, 2008 et 2009.
- 2 Drapeau de Getxo: 2008 et 2009.
- 2 Drapeau de Plentzia: 2008 et 2009.
- 1 Grand Prix El Corte Inglés
- 1 Drapeau de O Grove
- 2 Drapeau de Flavióbriga: 2006 et 2010.
- 3 Drapeau de Castro Urdiales: 2006, 2009 et 2010.
- 3 Drapeau de Laredo: 1977, 1982 et 2006.
- 3 Drapeau de Bermeo: 2002, 2006 et 2009.
- 5 Drapeau Hipercor: 2001, 2002, 2005, 2008 et 2009.

### Sources
- (es)/(gl) Cet article est partiellement ou en totalité issu des articles intitulés en espagnol « Sociedad Deportiva de Remo Castro Urdiales » (voir la liste des auteurs) et en galicien « Sociedad Deportiva de Remo Castro Urdiales » (voir la liste des auteurs).